# Coelioxys triangula
Coelioxys triangula är en biart som beskrevs av Heinrich Friese 1906. Coelioxys triangula ingår i släktet kägelbin, och familjen buksamlarbin. Inga underarter finns listade i Catalogue of Life.